# چیشما (شهرستان بیرسکی، باشقیرستان)
چیشما (انگلیسی: Chishma, Chishminsky Selsoviet, Birsky District, Republic of Bashkortostan) یک شهرک در شهرستان بیرسکی باشقیرستان کشور روسیه است.